# 九州女子短期大学
九州女子短期大学（きゅうしゅうじょしたんきだいがく、英語: Kyushu Women’s Junior College）は、福岡県北九州市八幡西区自由ケ丘1-1に本部を置く日本の私立大学。1947年創立、1960年大学設置。大学の略称は九女短。

## 概観

### 大学全体
九州女子短期大学は、福岡県北九州市八幡西区内にある日本の私立短期大学。学校法人福原学園により1960年に設置された。最多で6学科の規模を有していたが、九州女子大学や九州共立大学に吸収された学科もあり、現在は「子ども健康学科」があり、養護教諭養成課程と幼稚園教諭養成課程の２つの課程がある。どちらの課程でも、保育士の資格を取得できる。

### 建学の精神（校訓・理念・学是）
九州女子短期大学の学是は「自律処行」となっている。

### 教育および研究
九州女子短期大学では、子どもの心身の健やかな成長・発達について、深い知識と高い技能を学ぶ。幼稚園教諭や保育士など幼児教育に携わる人材や、全国の短大でも数少ない養護教諭を育成する子ども健康学科が設置されている。

### 学風および特色
- 九州女子短期大学は、九州女子大学と共同でキャンパスを使用している関係上、同大学との関係が深い。
- 養護教諭と幼稚園教諭の２種免許状が取得できるが、併設されている専攻科（子ども健康学専攻、２年制）に進学すれば、４年生大学卒業と同様、養護教諭１種免許状と学士の学位を取得できる。
- 教員採用試験の受験機会は専攻科に進学した場合、短大２年次、専攻科１年次、２年次と在学中３回ある。
- 最短で短大２年間で養護教諭になれる可能性がある。
- 両専攻ともに、保育士資格以外、准学校心理士資格も取得できるなど心理学の教育も行っている。
- 専攻以外に、異文化（国際交流）、ICT教育、医療事務の３つのプログラムを取得できる。

## 沿革
- 1947年 福原高等学院が創設される。
- 1953年 福原女子学院に改組。
- 1960年 九州女子短期大学開学。家政科を設置[1]
- 1962年 家政科栄養士課程・養護教育科を増設[2]
- 1963年 体育科を増設
- 1964年 英文科を増設。
- 1966年 初等教育科を増設[3]
- 1969年 音楽科を増設。
- 1972年 家政科を専攻分離する。
  - 家政専攻
  - 食物栄養専攻：募集はそれぞれ2000年度まで
- 1995年 専攻科（英文学専攻・体育学専攻・初等教育学専攻）を設置。
- 2003年 専攻科（養護教育学専攻）増設。
- 2007年 福原学園創立60周年記念式典挙行。
- 2011年 養護教育科・初等教育科改組。子ども健康学科開設。
- 2012年 九州女子大学・九州女子短期大学創立50周年記念式典・祝賀会挙行。
- 2013年 専攻科（子ども健康学専攻）開設。
- 2022年 九州女子大学・九州女子短期大学創立60周年記念式典挙行。

## 基礎データ

### 所在地
- 本部キャンパス（福岡県北九州市八幡西区自由ケ丘1-1）

### 交通アクセス
- JR鹿児島本線筑豊本線折尾駅より徒歩10分。

### 象徴
- 九州女子短期大学のカレッジマークは梅をイメージしている。

## 教育および研究

### 組織

#### 学科
- 子ども健康学科
  - 幼稚園教諭養成課程
  - 養護教諭養成課程

##### かつて設置されていた学科
- 家政科
  - 家政専攻
  - 食物栄養専攻
- 体育科
- 英文科
- 音楽科
- 養護教育科
- 初等教育科

#### 専攻科
- 子ども健康学専攻

##### かつて設置されていた課程
- 英文学専攻
- 体育学専攻
- 初等教育学専攻

#### 別科
- なし

##### 取得資格について
- 現在、幼稚園教諭2種免許状、養護教諭２種免許状、保育士資格が子ども健康学科にて取得できる。
- 現在、専攻科では養護教諭１種免許状が取得できる
- かつて、中学校教諭２種免許状の教職課程も設置されていた。
  - 保健：養護教育科にて設置されていた。
  - 保健体育：かつての体育科にて設置されていた。
  - 家庭：かつての家政科家政専攻にて設置されていた。
  - 英語：かつての英文科にて設置されていた。
  - 音楽：かつての音楽科にて設置されていた。
  - 英語：英文学専攻
  - 保健体育：体育学専攻

- 栄養士：かつての家政科食物栄養専攻にて設置されていた。

#### 附属機関
- 生涯学習研究センター
- 国際交流・留学生センター

## 学生生活

### 部活動・クラブ活動・サークル活動
- 九州女子短期大学のクラブ活動
  - 体育系：弓道部・バドミントン部・硬式テニス部・ソフトテニス部・バスケットボール部・バレーボール・スポーツエアロビック部ほか
  - 文化系：演劇部・吹奏楽部・美術部・表千家茶道部・裏千家茶道部・華道部・書道部・手話サークル・ほか

### 学園祭
- 九州女子短期大学の学園祭は「華秋祭」と呼ばれ大学と共同で行われる。毎年11月1日～3日頃に実施される予定となっている。

## 大学関係者と組織

### 大学関係者一覧

#### 大学関係者
- 成瀬悟策：元短期大学長

#### 出身者
- 池内比呂子：テノ. ホールディングス創業者・社長、女性初の九州経済連合会理事
- えもとりえ：タレント[4]
- 高堰雪梅：体操競技選手・指導者

## 施設

### 寮
- 九州女子短期大学には「銀杏寮」「福寮」と「鶴泉寮」と称した学寮がある。

## 対外関係

### 他大学との提携

#### 日本
- 放送大学[5]

#### アメリカ
- パシフィック・ルーサラン大学
- ハワイ大学全コミュニティカレッジ

#### カナダ
- リジャイナ大学
- レッドリバーカレッジ

#### メキシコ
- モンテレイ工科大学（ケレタロ校）
- イセックビジネス大学

#### オーストラリア
- フリンダース大学

#### ニュージーランド
- ユニテックニュージーランド

#### タイ
- チエンマイ大学

#### 台湾
- 静宜大学
- 国立台湾芸術大学

#### 中華人民共和国
- 華東師範大学
- 大連外国語学院
- 大連行政学院
- 大連女子職業技術専修学院
- 中華女子学院
- 長春市第八中学
- 上海海洋大学
- 上海工商外国語職業学院
- 湖南女子学院
- 内蒙古大学

#### 大韓民国
- 東西大学校
- 慶南情報大学
- 大邱大学校
- 昌原文星大学
- 全南大学校

#### モンゴル
- モンゴル人文大学
- モンゴル国立大学

#### ハンガリー
- ペーチェ大学

#### イギリス
- アバリストウィス大学

#### アイルランド
- リメリック大学

### 姉妹校
- 九州女子大学
- 九州共立大学

### 系列校
- 自由ケ丘高等学校

## 社会との関わり
- 公開講座が行われている。

## 卒業後の進路について

### 就職について
- 養護教諭養成課程：養護教諭の教員採用試験を受験して公立小中高校支援学校の養護教諭の正規採用を目指す者が多い。採用試験に合格しない場合、臨時採用の養護教諭をしながら、正規採用受験を目指すこともある。私立学校の養護教諭に採用される場合もある。学校以外、児童養護施設や放課後デイサービス等の養護教諭採用枠を目指すこともできる。養護教諭養成課程で保育士資格をとった場合、保育士になるものもいる。それ以外民間企業の就職もある。
- 幼稚園教諭養成課程：幼稚園教諭、保育士として幼稚園・保育園への就職者が多い。資格を生かして児童養護施設、放課後デイサービスなど福祉系の就職もある。それ以外に民間企業の就職もある。

### 編入学、進学について
- 養護教諭養成課程は、短大卒業後、同短大の専攻科に進学する者が多い。専攻科にて、養護教諭１種免許の取得を目指しながら、養護教諭の採用試験を受験する。それ以外に系列となっている九州女子大学や他大学への編入学が多い。